# Alphabetische Liste der Asteroiden/B
| Alphabetische Liste der Asteroiden – B |                          |
| Nummer und Name                        | Gruppe / Typ             |
| (1501) Baade                           | Hauptgürtel              |
| (6524) Baalke                          | Hauptgürtel              |
| (7164) Babadzhanov                     | Hauptgürtel              |
| (9017) Babadzhanyan                    | Hauptgürtel              |
| (24118) Babazadeh                      | Hauptgürtel              |
| (11341) Babbage                        | Hauptgürtel              |
| (10795) Babben                         | Hauptgürtel              |
| (3167) Babcock                         | Hauptgürtel              |
| (5808) Babelʹ                          | Hauptgürtel              |
| (5820) Babelsberg                      | Hauptgürtel              |
| (8344) Babette                         | Hauptgürtel              |
| (7490) Babička                         | Hauptgürtel              |
| (4316) Babinkova                       | Hauptgürtel              |
| (10684) Babkina                        | Hauptgürtel              |
| (2059) Baboquivari                     | Amor-Typ                 |
| (24948) Babote                         | Hauptgürtel              |
| (36060) Babuška                        | Hauptgürtel              |
| (15417) Babylon                        | Hauptgürtel              |
| (17967) Bacampbell                     | Hauptgürtel              |
| (2063) Bacchus                         | Apollo-Typ               |
| (108205) Baccipaolo                    | Hauptgürtel              |
| (1814) Bach                            | Hauptgürtel              |
| (172932) Bachleitner                   | Hauptgürtel              |
| (856) Backlunda                        | Hauptgürtel              |
| (2940) Bacon                           | Hauptgürtel              |
| (159974) Badacsony                     | Hauptgürtel              |
| (333) Badenia                          | Hauptgürtel              |
| (23164) Badger                         | Hauptgürtel              |
| (4866) Badillo                         | Hauptgürtel              |
| (13657) Badinter                       | Hauptgürtel              |
| (435950) Bad Königshofen               | Hauptgürtel              |
| (340980) Bad Vilbel                    | Hauptgürtel              |
| (23578) Baedeker                       | Hauptgürtel              |
| (26821) Baehr                          | Hauptgürtel              |
| (12688) Baekeland                      | Hauptgürtel              |
| (13206) Baer                           | Hauptgürtel              |
| (4569) Baerbel                         | Hauptgürtel              |
| (2513) Baetslé                         | Hauptgürtel              |
| (172947) Baeyens                       | Hauptgürtel              |
| (10002) Bagdasarian                    | Hauptgürtel              |
| (2901) Bagehot                         | Hauptgürtel              |
| (5136) Baggaley                        | Hauptgürtel              |
| (4088) Baggesen                        | Hauptgürtel              |
| (7079) Baghdad                         | Marsbahnkreuzer          |
| (25648) Baghel                         | Hauptgürtel              |
| (34283) Bagley                         | Hauptgürtel              |
| (9920) Bagnulo                         | Hauptgürtel              |
| (7808) Bagould                         | Hauptgürtel              |
| (3127) Bagration                       | Hauptgürtel              |
| (5533) Bagrov                          | Hauptgürtel              |
| (4400) Bagryana                        | Hauptgürtel              |
| (25807) Baharshah                      | Hauptgürtel              |
| (113949) Bahcall                       | Hauptgürtel              |
| (2358) Bahner                          | Hauptgürtel              |
| (19434) Bahuffman                      | Hauptgürtel              |
| (26640) Bahýľ                          | Hauptgürtel              |
| (2776) Baikal                          | Hauptgürtel              |
| (2700) Baikonur                        | Hauptgürtel              |
| (1280) Baillauda                       | Hauptgürtel              |
| (3115) Baily                           | Hauptgürtel              |
| (25914) Bair                           | Hauptgürtel              |
| (25045) Baixuefei                      | Hauptgürtel              |
| (1591) Baize                           | Hauptgürtel              |
| (5386) Bajaja                          | Hauptgürtel              |
| (8315) Bajin                           | Hauptgürtel              |
| (2549) Baker                           | Hauptgürtel              |
| (30136) Bakerfranke                    | Hauptgürtel              |
| (30934) Bakerhansen                    | Hauptgürtel              |
| (4011) Bakharev                        | Hauptgürtel              |
| (3242) Bakhchisaraj                    | Hauptgürtel              |
| (11786) Bakhchivandji                  | Hauptgürtel              |
| (8782) Bakhrakh                        | Hauptgürtel              |
| (269567) Bakhtinov                     | Hauptgürtel              |
| (131245) Bakich                        | Hauptgürtel              |
| (27425) Bakker                         | Hauptgürtel              |
| (160001) Bakonybél                     | Hauptgürtel              |
| (136473) Bakosgáspár                   | Hauptgürtel              |
| (5681) Bakulev                         | Hauptgürtel              |
| (8678) Bäl                             | Hauptgürtel              |
| (28700) Balachandar                    | Hauptgürtel              |
| (6777) Balakirev                       | Hauptgürtel              |
| (24649) Balaklava                      | Hauptgürtel              |
| (16116) Balakrishnan                   | Hauptgürtel              |
| (3749) Balam                           | Hauptgürtel              |
| (27381) Balasingam                     | Hauptgürtel              |
| (20821) Balasridhar                    | Hauptgürtel              |
| (26634) Balasubramanian                | Hauptgürtel              |
| (2242) Balaton                         | Hauptgürtel              |
| (9289) Balau                           | Hauptgürtel              |
| (214081) Balavoine                     | Hauptgürtel              |
| (114991) Balázs                        | Hauptgürtel              |
| (12895) Balbastre                      | Hauptgürtel              |
| (48715) Balbinot                       | Hauptgürtel              |
| (124104) Balcony                       | Hauptgürtel              |
| (4059) Balder                          | Hauptgürtel              |
| (274084) Baldone                       | Hauptgürtel              |
| (138221) Baldry                        | Hauptgürtel              |
| (138221) Balducci                      | Hauptgürtel              |
| (1491) Balduinus                       | Hauptgürtel              |
| (327982) Baldwin                       | Hauptgürtel              |
| (19776) Balears                        | Hauptgürtel              |
| (770) Bali                             | Hauptgürtel              |
| (7331) Balindblad                      | Hauptgürtel              |
| (11668) Balios                         | Jupiter-Trojaner         |
| (79647) Ballack                        | Hauptgürtel              |
| (4808) Ballaero                        | Hauptgürtel              |
| (11277) Ballard                        | Hauptgürtel              |
| (52341) Ballmann                       | Hauptgürtel              |
| (12755) Balmer                         | Hauptgürtel              |
| (5315) Bal’mont                        | Hauptgürtel              |
| (4391) Balodis                         | Hauptgürtel              |
| (6109) Balseiro                        | Hauptgürtel              |
| (5610) Balster                         | Hauptgürtel              |
| (5870) Baltimore                       | Marsbahnkreuzer          |
| (5701) Baltuck                         | Hauptgürtel              |
| (18430) Balzac                         | Hauptgürtel              |
| (2031) BAM                             | Hauptgürtel              |
| (324) Bamberga                         | Hauptgürtel              |
| (4490) Bambery                         | Hauptgürtel              |
| (15845) Bambi                          | Hauptgürtel              |
| (5804) Bambinidipraga                  | Hauptgürtel              |
| (16856) Banach                         | Hauptgürtel              |
| (1286) Banachiewicza                   | Hauptgürtel              |
| (21663) Banat                          | Hauptgürtel              |
| (8465) Bancelin                        | Hauptgürtel              |
| (1713) Bancilhon                       | Hauptgürtel              |
| (10091) Bandaisan                      | Hauptgürtel              |
| (79130) Bandanomori                    | Hauptgürtel              |
| (9780) Bandersnatch                    | Hauptgürtel              |
| (27997) Bandos                         | Hauptgürtel              |
| (597) Bandusia                         | Hauptgürtel              |
| (17784) Banerjee                       | Hauptgürtel              |
| (176710) Banff                         | Hauptgürtel              |
| (22440) Bangsgaard                     | Hauptgürtel              |
| (25864) Banič                          | Hauptgürtel              |
| (8905) Bankakuko                       | Hauptgürtel              |
| (13956) Banks                          | Hauptgürtel              |
| (155083) Banneker                      | Hauptgürtel              |
| (3394) Banno                           | Hauptgürtel              |
| (13198) Banpeiyu                       | Hauptgürtel              |
| (24265) Banthonytwarog                 | Hauptgürtel              |
| (43293) Banting                        | Hauptgürtel              |
| (10453) Banzan                         | Hauptgürtel              |
| (298) Baptistina                       | Hauptgürtel              |
| (2883) Barabashov                      | Hauptgürtel              |
| (8954) Baral                           | Hauptgürtel              |
| (169568) Baranauskas                   | Hauptgürtel              |
| (214487) Baranivka                     | Hauptgürtel              |
| (93061) Barbagallo                     | Hauptgürtel              |
| (234) Barbara                          | Hauptgürtel              |
| (7294) Barbaraakey                     | Hauptgürtel              |
| (15056) Barbaradixon                   | Hauptgürtel              |
| (19982) Barbaradoore                   | Hauptgürtel              |
| (24069) Barbarapener                   | Hauptgürtel              |
| (27584) Barbaravelez                   | Hauptgürtel              |
| (24211) Barbarawood                    | Hauptgürtel              |
| (11473) Barbaresco                     | Hauptgürtel              |
| (1860) Barbarossa                      | Hauptgürtel              |
| (8978) Barbatus                        | Hauptgürtel              |
| (10978) Bärbchen                       | Hauptgürtel              |
| (6816) Barbcohen                       | Hauptgürtel              |
| (180739) Barbet                        | Hauptgürtel              |
| (24065) Barbfriedman                   | Hauptgürtel              |
| (12433) Barbieri                       | Hauptgürtel              |
| (16251) Barbifrank                     | Hauptgürtel              |
| (23055) Barbjewett                     | Hauptgürtel              |
| (945) Barcelona                        | Hauptgürtel              |
| (17062) Bardot                         | Hauptgürtel              |
| (1615) Bardwell                        | Hauptgürtel              |
| (33330) Barèges                        | Marsbahnkreuzer          |
| (7163) Barenboim                       | Hauptgürtel              |
| (14505) Barentine                      | Hauptgürtel              |
| (22275) Barentsen                      | Hauptgürtel              |
| (17803) Barish                         | Hauptgürtel              |
| (7868) Barker                          | Hauptgürtel              |
| (5781) Barkhatova                      | Hauptgürtel              |
| (4524) Barklajdetolli                  | Hauptgürtel              |
| (2730) Barks                           | Hauptgürtel              |
| (6428) Barlach                         | Hauptgürtel              |
| (15466) Barlow                         | Hauptgürtel              |
| (118173) Barmen                        | Hauptgürtel              |
| (819) Barnardiana                      | Hauptgürtel              |
| (5655) Barney                          | Hauptgürtel              |
| (8799) Barnouin                        | Hauptgürtel              |
| (8768) Barnowl                         | Hauptgürtel              |
| (6590) Barolo                          | Hauptgürtel              |
| (7196) Baroni                          | Hauptgürtel              |
| (5958) Barrande                        | Hauptgürtel              |
| (19395) Barrera                        | Hauptgürtel              |
| (111558) Barrett                       | Hauptgürtel              |
| (6695) Barrettduff                     | Hauptgürtel              |
| (3693) Barringer                       | Hauptgürtel              |
| (1703) Barry                           | Hauptgürtel              |
| (311957) Barryalbright                 | Hauptgürtel              |
| (215886) Barryarnold                   | Hauptgürtel              |
| (20405) Barryburke                     | Hauptgürtel              |
| (25273) Barrycarole                    | Hauptgürtel              |
| (16076) Barryhaase                     | Hauptgürtel              |
| (9139) Barrylasker                     | Hauptgürtel              |
| (249044) Barrymarshall                 | Hauptgürtel              |
| (19980) Barrysimon                     | Hauptgürtel              |
| (16102) Barshannon                     | Hauptgürtel              |
| (4204) Barsig                          | Hauptgürtel              |
| (212587) Bartasiute                    | Hauptgürtel              |
| (128065) Bartbenjamin                  | Hauptgürtel              |
| (17823) Bartels                        | Hauptgürtel              |
| (16459) Barth                          | Hauptgürtel              |
| (318698) Barthalajos                   | Hauptgürtel              |
| (28248) Barthélémy                     | Hauptgürtel              |
| (6484) Barthibbs                       | Hauptgürtel              |
| (4982) Bartini                         | Hauptgürtel              |
| (141496) Bartkevicius                  | Hauptgürtel              |
| (2279) Barto                           | Hauptgürtel              |
| (4132) Bartók                          | Hauptgürtel              |
| (12399) Bartolini                      | Hauptgürtel              |
| (25519) Bartolomeo                     | Hauptgürtel              |
| (33480) Bartolucci                     | Hauptgürtel              |
| (14948) Bartuška                       | Hauptgürtel              |
| (3485) Barucci                         | Hauptgürtel              |
| (309704) Baruffetti                    | Hauptgürtel              |
| (78429) Baschek                        | Hauptgürtel              |
| (6084) Bascom                          | Hauptgürtel              |
| (7573) Basfifty                        | Hauptgürtel              |
| (21937) Basheehan                      | Hauptgürtel              |
| (134127) Basher                        | Hauptgürtel              |
| (2657) Bashkiria                       | Hauptgürtel              |
| (30937) Bashkirtseff                   | Hauptgürtel              |
| (26795) Basilashvili                   | Hauptgürtel              |
| (2033) Basilea                         | Hauptgürtel              |
| (3991) Basilevsky                      | Hauptgürtel              |
| (16465) Basilrowe                      | Marsbahnkreuzer          |
| (25653) Baskaran                       | Hauptgürtel              |
| (4267) Basner                          | Hauptgürtel              |
| (3599) Basov                           | Hauptgürtel              |
| (30936) Basra                          | Hauptgürtel              |
| (120074) Bass                          | Hauptgürtel              |
| (6460) Bassano                         | Hauptgürtel              |
| (49501) Basso                          | Hauptgürtel              |
| (26757) Bastei                         | Hauptgürtel              |
| (2855) Bastian                         | Hauptgürtel              |
| (277883) Basu                          | Hauptgürtel              |
| (4318) Baťa                            | Hauptgürtel              |
| (20309) Batalden                       | Hauptgürtel              |
| (4616) Batalov                         | Hauptgürtel              |
| (243097) Batavia                       | Hauptgürtel              |
| (23248) Batchelor                      | Hauptgürtel              |
| (21399) Bateman                        | Hauptgürtel              |
| (10327) Batens                         | Hauptgürtel              |
| (2434) Bateson                         | Hauptgürtel              |
| (441) Bathilde                         | Hauptgürtel              |
| (20526) Bathompson                     | Hauptgürtel              |
| (592) Bathseba                         | Hauptgürtel              |
| (18581) Batllo                         | Hauptgürtel              |
| (11739) Baton Rouge                    | Hauptgürtel              |
| (2702) Batrakov                        | Hauptgürtel              |
| (8155) Battaglini                      | Hauptgürtel              |
| (25958) Battams                        | Hauptgürtel              |
| (12828) Batteas                        | Hauptgürtel              |
| (3931) Batten                          | Hauptgürtel              |
| (11176) Batth                          | Hauptgürtel              |
| (18556) Battiato                       | Hauptgürtel              |
| (9115) Battisti                        | Hauptgürtel              |
| (172) Baucis                           | Hauptgürtel              |
| (18611) Baudelaire                     | Hauptgürtel              |
| (14400) Baudot                         | Hauptgürtel              |
| (28482) Bauerle                        | Hauptgürtel              |
| (1553) Bauersfelda                     | Hauptgürtel              |
| (8502) Bauhaus                         | Hauptgürtel              |
| (151997) Bauhinia                      | Hauptgürtel              |
| (11787) Baumanka                       | Hauptgürtel              |
| (3683) Baumann                         | Hauptgürtel              |
| (17770) Baumé                          | Hauptgürtel              |
| (813) Baumeia                          | Hauptgürtel              |
| (157640) Baumeler                      | Hauptgürtel              |
| (9699) Baumhauer                       | Hauptgürtel              |
| (25655) Baupeter                       | Hauptgürtel              |
| (11673) Baur                           | Hauptgürtel              |
| (2306) Bauschinger                     | Hauptgürtel              |
| (11580) Bautzen                        | Hauptgürtel              |
| (301) Bavaria                          | Hauptgürtel              |
| (28165) Bayanmashat                    | Hauptgürtel              |
| (23411) Bayanova                       | Hauptgürtel              |
| (22908) Bayefsky-Anand                 | Hauptgürtel              |
| (11946) Bayle                          | Hauptgürtel              |
| (95954) Bayzoltán                      | Hauptgürtel              |
| (5304) Bazhenov                        | Hauptgürtel              |
| (31234) Bea                            | Hauptgürtel              |
| (3161) Beadell                         | Hauptgürtel              |
| (656) Beagle                           | Hauptgürtel              |
| (15413) Beaglehole                     | Hauptgürtel              |
| (3314) Beals                           | Hauptgürtel              |
| (55108) Beamueller                     | Hauptgürtel              |
| (13606) Bean                           | Hauptgürtel              |
| (1043) Beate                           | Hauptgürtel              |
| (381904) Beatita                       | Hauptgürtel              |
| (8749) Beatles                         | Hauptgürtel              |
| (16226) Beaton                         | Hauptgürtel              |
| (5559) Beategordon                     | Hauptgürtel              |
| (31971) Beatricechoi                   | Hauptgürtel              |
| (3087) Beatrice Tinsley                | Hauptgürtel              |
| (83) Beatrix                           | Hauptgürtel              |
| (13975) Beatrixpotter                  | Hauptgürtel              |
| (2925) Beatty                          | Hauptgürtel              |
| (134040) Beaubierhaus                  | Hauptgürtel              |
| (33274) Beaubingham                    | Hauptgürtel              |
| (9161) Beaufort                        | Hauptgürtel              |
| (17858) Beaugé                         | Hauptgürtel              |
| (11385) Beauvoir                       | Hauptgürtel              |
| (440670) Bécassine                     | Hauptgürtel              |
| (7333) Bec-Borsenberger                | Hauptgürtel              |
| (8935) Beccaria                        | Hauptgürtel              |
| (21269) Bechini                        | Hauptgürtel              |
| (5024) Bechmann                        | Hauptgürtel              |
| (10856) Bechstein                      | Hauptgürtel              |
| (24922) Bechtel                        | Hauptgürtel              |
| (6074) Bechtereva                      | Hauptgürtel              |
| (1349) Bechuana                        | Hauptgürtel              |
| (21050) Beck                           | Hauptgürtel              |
| (25162) Beckage                        | Hauptgürtel              |
| (3522) Becker                          | Hauptgürtel              |
| (3737) Beckman                         | Marsbahnkreuzer          |
| (120351) Beckymasterson                | Hauptgürtel              |
| (35419) Beckysmethurst                 | Hauptgürtel              |
| (6914) Becquerel                       | Hauptgürtel              |
| (4567) Bečvář                          | Hauptgürtel              |
| (231470) Bedding                       | Hauptgürtel              |
| (3691) Bede                            | Amor-Typ                 |
| (16672) Bedini                         | Hauptgürtel              |
| (15092) Beegees                        | Hauptgürtel              |
| (1896) Beer                            | Hauptgürtel              |
| (5241) Beeson                          | Hauptgürtel              |
| (4026) Beet                            | Hauptgürtel              |
| (1815) Beethoven                       | Hauptgürtel              |
| (12149) Begas                          | Hauptgürtel              |
| (5665) Begemann                        | Hauptgürtel              |
| (943) Begonia                          | Hauptgürtel              |
| (68325) Begues                         | Hauptgürtel              |
| (8009) Béguin                          | Hauptgürtel              |
| (17102) Begzhigitova                   | Hauptgürtel              |
| (12145) Behaim                         | Hauptgürtel              |
| (30159) Behari                         | Hauptgürtel              |
| (3278) Běhounek                        | Hauptgürtel              |
| (1651) Behrens                         | Hauptgürtel              |
| (65685) Behring                        | Hauptgürtel              |
| (23457) Beiderbecke                    | Hauptgürtel              |
| (6718) Beiglböck                       | Hauptgürtel              |
| (59000) Beiguan                        | Hauptgürtel              |
| (90830) Beihang                        | Hauptgürtel              |
| (23408) Beijingaoyun                   | Hauptgürtel              |
| (7072) Beijingdaxue                    | Hauptgürtel              |
| (1474) Beira                           | Marsbahnkreuzer          |
| (26488) Beiser                         | Hauptgürtel              |
| (26488) Beiser                         | Hauptgürtel              |
| (8050) Beishida                        | Hauptgürtel              |
| (95982) Beish                          | Hauptgürtel              |
| (342620) Beita                         | Hauptgürtel              |
| (13258) Bej                            | Hauptgürtel              |
| (25656) Bejnood                        | Hauptgürtel              |
| (21503) Beksha                         | Hauptgürtel              |
| (19678) Belczyk                        | Hauptgürtel              |
| (11284) Belenus                        | Amor-Typ                 |
| (14669) Beletic                        | Hauptgürtel              |
| (14790) Beletskij                      | Hauptgürtel              |
| (1052) Belgica                         | Hauptgürtel              |
| (5110) Belgirate                       | Hauptgürtel              |
| (9612) Belgorod                        | Hauptgürtel              |
| (2808) Belgrano                        | Hauptgürtel              |
| (3747) Belinskij                       | Hauptgürtel              |
| (178) Belisana                         | Hauptgürtel              |
| (1074) Beljawskya                      | Hauptgürtel              |
| (22276) Belkin                         | Hauptgürtel              |
| (179595) Belkovich                     | Hauptgürtel              |
| (695) Bella                            | Hauptgürtel              |
| (79271) Bellagio                       | Hauptgürtel              |
| (271235) Bellay                        | Hauptgürtel              |
| (363504) Belleau                       | Hauptgürtel              |
| (318676) Bellelay                      | Hauptgürtel              |
| (1808) Bellerophon                     | Hauptgürtel              |
| (9604) Bellevanzuylen                  | Hauptgürtel              |
| (18148) Bellier                        | Hauptgürtel              |
| (3659) Bellingshausen                  | Hauptgürtel              |
| (18509) Bellini                        | Hauptgürtel              |
| (6445) Bellmore                        | Hauptgürtel              |
| (32381) Bellomo                        | Hauptgürtel              |
| (28) Bellona                           | Hauptgürtel              |
| (48844) Belloves                       | Hauptgürtel              |
| (11069) Bellqvist                      | Hauptgürtel              |
| (2626) Belnika                         | Hauptgürtel              |
| (10770) Belo Horizonte                 | Hauptgürtel              |
| (1004) Belopolskya                     | Hauptgürtel              |
| (8786) Belskaya                        | Hauptgürtel              |
| (30350) Beltecas                       | Hauptgürtel              |
| (3498) Belton                          | Hauptgürtel              |
| (12442) Beltramemass                   | Hauptgürtel              |
| (15620) Beltrami                       | Hauptgürtel              |
| (2368) Beltrovata                      | Amor-Typ                 |
| (2030) Belyaev                         | Hauptgürtel              |
| (8448) Belyakina                       | Hauptgürtel              |
| (58417) Belzoni                        | Hauptgürtel              |
| (15897) Beňačková                      | Hauptgürtel              |
| (11764) Benbaillaud                    | Hauptgürtel              |
| (20532) Benbilby                       | Hauptgürtel              |
| (11219) Benbohn                        | Hauptgürtel              |
| (256797) Benbow                        | Hauptgürtel              |
| (21508) Benbrewer                      | Hauptgürtel              |
| (35229) Benckert                       | Hauptgürtel              |
| (14702) Benclark                       | Hauptgürtel              |
| (734) Benda                            | Hauptgürtel              |
| (4684) Bendjoya                        | Hauptgürtel              |
| (92578) Benecchi                       | Hauptgürtel              |
| (6579) Benedix                         | Hauptgürtel              |
| (15853) Benedettafoglia                | Hauptgürtel              |
| (5346) Benedetti                       | Hauptgürtel              |
| (12655) Benferinga                     | Hauptgürtel              |
| (5102) Benfranklin                     | Hauptgürtel              |
| (30025) Benfreed                       | Hauptgürtel              |
| (19416) Benglass                       | Hauptgürtel              |
| (1846) Bengt                           | Hauptgürtel              |
| (1784) Benguella                       | Hauptgürtel              |
| (175282) Benhida                       | Hauptgürtel              |
| (23277) Benhughes                      | Hauptgürtel              |
| (21662) Benigni                        | Hauptgürtel              |
| (45737) Benita                         | Hauptgürtel              |
| (25992) Benjamensun                    | Hauptgürtel              |
| (976) Benjamina                        | Hauptgürtel              |
| (178113) Benjamindilday                | Hauptgürtel              |
| (24138) Benjaminlu                     | Hauptgürtel              |
| (29463) Benjaminpeirce                 | Hauptgürtel              |
| (23861) Benjaminsong                   | Hauptgürtel              |
| (15565) Benjaminsteele                 | Hauptgürtel              |
| (31934) Benjamintan                    | Hauptgürtel              |
| (24146) Benjamueller                   | Hauptgürtel              |
| (133892) Benkhaldoun                   | Hauptgürtel              |
| (13332) Benkhoff                       | Hauptgürtel              |
| (863) Benkoela                         | Hauptgürtel              |
| (2863) Ben Mayer                       | Hauptgürtel              |
| (28103) Benmcpheron                    | Hauptgürtel              |
| (9012) Benner                          | Hauptgürtel              |
| (4093) Bennett                         | Hauptgürtel              |
| (101955) Bennu                         | Apollo-Typ               |
| (8467) Benoîtcarry                     | Hauptgürtel              |
| (14631) Benryan                        | Hauptgürtel              |
| (12578) Bensaur                        | Hauptgürtel              |
| (301394) Bensheim                      | Hauptgürtel              |
| (16230) Benson                         | Hauptgürtel              |
| (358675) Bente                         | Hauptgürtel              |
| (5293) Bentengahama                    | Hauptgürtel              |
| (28601) Benton                         | Hauptgürtel              |
| (5419) Benua                           | Hauptgürtel              |
| (24985) Benuri                         | Hauptgürtel              |
| (25113) Benwasserman                   | Hauptgürtel              |
| (8069) Benweiss                        | Hauptgürtel              |
| (7967) Beny                            | Hauptgürtel              |
| (6734) Benzenberg                      | Hauptgürtel              |
| (1517) Beograd                         | Hauptgürtel              |
| (38086) Beowulf                        | Apollo-Typ               |
| (10387) Bepicolombo                    | Hauptgürtel              |
| (27967) Beppebianchi                   | Hauptgürtel              |
| (70179) Beppechiara                    | Hauptgürtel              |
| (7935) Beppefenoglio                   | Hauptgürtel              |
| (6876) Beppeforti                      | Hauptgürtel              |
| (11197) Beranek                        | Hauptgürtel              |
| (776) Berbericia                       | Hauptgürtel              |
| (4184) Berdyayev                       | Hauptgürtel              |
| (159181) Berdychiv                     | Hauptgürtel              |
| (6319) Beregovoj                       | Hauptgürtel              |
| (2998) Berendeya                       | Hauptgürtel              |
| (653) Berenike                         | Hauptgürtel              |
| (5694) Berényi                         | Hauptgürtel              |
| (5682) Beresford                       | Marsbahnkreuzer          |
| (7950) Berezov                         | Hauptgürtel              |
| (4528) Berg                            | Hauptgürtel              |
| (221516) Bergen-Enkheim                | Hauptgürtel              |
| (7280) Bergengruen                     | Hauptgürtel              |
| (12709) Bergen op Zoom                 | Hauptgürtel              |
| (12729) Berger                         | Hauptgürtel              |
| (3093) Bergholz                        | Hauptgürtel              |
| (14596) Bergstralh                     | Hauptgürtel              |
| (8695) Bergvall                        | Hauptgürtel              |
| (8695) Bericoberheim                   | Hauptgürtel              |
| (716) Berkeley                         | Hauptgürtel              |
| (27657) Berkhey                        | Marsbahnkreuzer          |
| (3604) Berkhuijsen                     | Hauptgürtel              |
| (95179) Berkó                          | Hauptgürtel              |
| (25657) Berkowitz                      | Hauptgürtel              |
| (4359) Berlage                         | Hauptgürtel              |
| (140602) Berlind                       | Hauptgürtel              |
| (69288) Berlioz                        | Hauptgürtel              |
| (25158) Berman                         | Hauptgürtel              |
| (114239) Bermarmi                      | Hauptgürtel              |
| (1313) Berna                           | Hauptgürtel              |
| (107393) Bernacca                      | Hauptgürtel              |
| (18236) Bernardburke                   | Hauptgürtel              |
| (27983) Bernardi                       | Hauptgürtel              |
| (629) Bernardina                       | Hauptgürtel              |
| (8079) Bernardlovell                   | Hauptgürtel              |
| (31936) Bernardsmit                    | Hauptgürtel              |
| (156880) Bernardtregon                 | Hauptgürtel              |
| (3266) Bernardus                       | Hauptgürtel              |
| (238129) Bernardwolfe                  | Hauptgürtel              |
| (7848) Bernasconi                      | Hauptgürtel              |
| (191494) Berndkoch                     | Hauptgürtel              |
| (247553) Berndpauli                    | Hauptgürtel              |
| (16051) Bernero                        | Hauptgürtel              |
| (13926) Berners-Lee                    | Hauptgürtel              |
| (21505) Bernert                        | Hauptgürtel              |
| (3038) Bernes                          | Hauptgürtel              |
| (2643) Bernhard                        | Hauptgürtel              |
| (3467) Bernheim                        | Hauptgürtel              |
| (8437) Bernicla                        | Hauptgürtel              |
| (7149) Bernie                          | Hauptgürtel              |
| (5305) Bernievolz                      | Hauptgürtel              |
| (14498) Bernini                        | Hauptgürtel              |
| (13916) Bernolák                       | Hauptgürtel              |
| (2034) Bernoulli                       | Hauptgürtel              |
| (25365) Bernreuter                     | Hauptgürtel              |
| (21114) Bernson                        | Hauptgürtel              |
| (4476) Bernstein                       | Hauptgürtel              |
| (422) Berolina                         | Hauptgürtel              |
| (4702) Berounka                        | Hauptgürtel              |
| (24829) Berounurbi                     | Hauptgürtel              |
| (25331) Berrevoets                     | Hauptgürtel              |
| (7918) Berrilli                        | Hauptgürtel              |
| (3684) Berry                           | Hauptgürtel              |
| (13416) Berryman                       | Hauptgürtel              |
| (4603) Bertaud                         | Hauptgürtel              |
| (8266) Bertelli                        | Hauptgürtel              |
| (154) Bertha                           | Hauptgürtel              |
| (15905) Berthier                       | Hauptgürtel              |
| (420) Bertholda                        | Hauptgürtel              |
| (12750) Berthollet                     | Hauptgürtel              |
| (8698) Bertilpettersson                | Hauptgürtel              |
| (16002) Bertin                         | Hauptgürtel              |
| (46392) Bertola                        | Hauptgürtel              |
| (15908) Bertoni                        | Hauptgürtel              |
| (11102) Bertorighini                   | Hauptgürtel              |
| (320260) Bertout                       | Hauptgürtel              |
| (85320) Bertram                        | Hauptgürtel              |
| (161371) Bertrandou                    | Hauptgürtel              |
| (13053) Bertrandrussell                | Hauptgürtel              |
| (10067) Bertuch                        | Hauptgürtel              |
| (3179) Beruti                          | Hauptgürtel              |
| (10380) Berwald                        | Hauptgürtel              |
| (1729) Beryl                           | Hauptgürtel              |
| (13109) Berzelius                      | Hauptgürtel              |
| (28690) Beshellem                      | Hauptgürtel              |
| (196807) Beshore                       | Hauptgürtel              |
| (16953) Besicovitch                    | Hauptgürtel              |
| (46610) Bésixdouze                     | Hauptgürtel              |
| (6374) Beslan                          | Hauptgürtel              |
| (1552) Bessel                          | Hauptgürtel              |
| (154938) Besserman                     | Hauptgürtel              |
| (150129) Besshi                        | Hauptgürtel              |
| (11446) Betankur                       | Hauptgürtel              |
| (23814) Bethanylynne                   | Hauptgürtel              |
| (19619) Bethbell                       | Hauptgürtel              |
| (222403) Bethchristie                  | Hauptgürtel              |
| (21513) Bethcochran                    | Hauptgürtel              |
| (30828) Bethe                          | Hauptgürtel              |
| (7994) Bethellen                       | Hauptgürtel              |
| (6856) Bethemmons                      | Hauptgürtel              |
| (246837) Bethfabinsky                  | Hauptgürtel              |
| (937) Bethgea                          | Hauptgürtel              |
| (28676) Bethkoester                    | Hauptgürtel              |
| (174362) Bethwillman                   | Hauptgürtel              |
| (42924) Betlem                         | Hauptgürtel              |
| (90892) Betlémská kaple                | Hauptgürtel              |
| (21506) Betsill                        | Hauptgürtel              |
| (19787) Betsyglass                     | Hauptgürtel              |
| (18785) Betsywelsh                     | Hauptgürtel              |
| (7329) Bettadotto                      | Hauptgürtel              |
| (7141) Bettarini                       | Hauptgürtel              |
| (17076) Betti                          | Hauptgürtel              |
| (184784) Bettiepage                    | Hauptgürtel              |
| (250) Bettina                          | Hauptgürtel              |
| (33463) Bettinagregg                   | Hauptgürtel              |
| (12159) Bettybiegel                    | Hauptgürtel              |
| (378204) Bettyhesser                   | Hauptgürtel              |
| (21679) Bettypalermiti                 | Hauptgürtel              |
| (84991) Bettyphilpotts                 | Hauptgürtel              |
| (8644) Betulapendula                   | Hauptgürtel              |
| (1580) Betulia                         | Amor-Typ                 |
| (53250) Beucher                        | Amor-Typ                 |
| (8127) Beuf                            | Hauptgürtel              |
| (32217) Beverlyge                      | Hauptgürtel              |
| (14953) Bevilacqua                     | Hauptgürtel              |
| (34288) Bevindaglen                    | Hauptgürtel              |
| (21349) Bevoke                         | Hauptgürtel              |
| (10325) Bexa                           | Hauptgürtel              |
| (1611) Beyer                           | Hauptgürtel              |
| (23199) Bezdek                         | Hauptgürtel              |
| (375176) Béziau                        | Hauptgürtel              |
| (17285) Bezout                         | Hauptgürtel              |
| (1963) Bezovec                         | Hauptgürtel              |
| (3096) Bezruč                          | Hauptgürtel              |
| (12686) Bezuglyj                       | Hauptgürtel              |
| (21351) Bhagwat                        | Hauptgürtel              |
| (5849) Bhanji                          | Hauptgürtel              |
| (78118) Bharat                         | Hauptgürtel              |
| (21507) Bhasin                         | Hauptgürtel              |
| (13259) Bhat                           | Hauptgürtel              |
| (8348) Bhattacharyya                   | Hauptgürtel              |
| (31637) Bhimaraju                      | Hauptgürtel              |
| (28842) Bhowmik                        | Hauptgürtel              |
| (26518) Bhuiyan                        | Hauptgürtel              |
| (28553) Bhupatiraju                    | Hauptgürtel              |
| (31952) Bialtdecelie                   | Hauptgürtel              |
| (19981) Bialystock                     | Hauptgürtel              |
| (218) Bianca                           | Hauptgürtel              |
| (42775) Bianchini                      | Hauptgürtel              |
| (55418) Bianciardi                     | Hauptgürtel              |
| (6742) Biandepei                       | Hauptgürtel              |
| (4821) Bianucci                        | Hauptgürtel              |
| (1146) Biarmia                         | Hauptgürtel              |
| (8771) Biarmicus                       | Hauptgürtel              |
| (11206) Bibee                          | Hauptgürtel              |
| (73767) Bibiandersson                  | Hauptgürtel              |
| (51895) Biblialexa                     | Hauptgürtel              |
| (30722) Biblioran                      | Hauptgürtel              |
| (205424) Bibracte                      | Hauptgürtel              |
| (18113) Bibring                        | Hauptgürtel              |
| (55844) Bičák                          | Hauptgürtel              |
| (250606) Bichat                        | Hauptgürtel              |
| (4324) Bickel                          | Hauptgürtel              |
| (4837) Bickerton                       | Hauptgürtel              |
| (4620) Bickley                         | Hauptgürtel              |
| (9398) Bidelman                        | Hauptgürtel              |
| (3246) Bidstrup                        | Hauptgürtel              |
| (2281) Biela                           | Hauptgürtel              |
| (54598) Bienor                         | Zentaur                  |
| (73640) Biermann                       | Hauptgürtel              |
| (10218) Bierstadt                      | Hauptgürtel              |
| (10442) Biezenzo                       | Hauptgürtel              |
| (5683) Bifukumonin                     | Hauptgürtel              |
| (69263) Big Ben                        | Hauptgürtel              |
| (8850) Bignonia                        | Hauptgürtel              |
| (4460) Bihoro                          | Hauptgürtel              |
| (7928) Bijaoui                         | Hauptgürtel              |
| (20331) Bijemarks                      | Hauptgürtel              |
| (5372) Bikki                           | Hauptgürtel              |
| (185554) Bikushev                      | Hauptgürtel              |
| (23166) Bilal                          | Hauptgürtel              |
| (2991) Bilbo                           | Hauptgürtel              |
| (12162) Bilderdijk                     | Hauptgürtel              |
| (4425) Bilk                            | Hauptgürtel              |
| (585) Bilkis                           | Hauptgürtel              |
| (25943) Billahearn                     | Hauptgürtel              |
| (10967) Billallen                      | Hauptgürtel              |
| (228136) Billary                       | Hauptgürtel              |
| (4175) Billbaum                        | Hauptgürtel              |
| (11675) Billboyle                      | Hauptgürtel              |
| (9930) Billburrows                     | Hauptgürtel              |
| (21531) Billcollin                     | Hauptgürtel              |
| (15058) Billcooke                      | Hauptgürtel              |
| (27284) Billdunbar                     | Hauptgürtel              |
| (6007) Billevans                       | Hauptgürtel              |
| (15846) Billfyfe                       | Hauptgürtel              |
| (21350) Billgardner                    | Hauptgürtel              |
| (20234) Billgibson                     | Hauptgürtel              |
| (8457) Billgolisch                     | Hauptgürtel              |
| (15964) Billgray                       | Hauptgürtel              |
| (79896) Billhaley                      | Hauptgürtel              |
| (9116) Billhamilton                    | Hauptgürtel              |
| (15849) Billharper                     | Hauptgürtel              |
| (11216) Billhubbard                    | Hauptgürtel              |
| (73703) Billings                       | Hauptgürtel              |
| (4322) Billjackson                     | Hauptgürtel              |
| (120299) Billlynch                     | Hauptgürtel              |
| (80808) Billmason                      | Hauptgürtel              |
| (9526) Billmckinnon                    | Hauptgürtel              |
| (4838) Billmclaughlin                  | Hauptgürtel              |
| (7607) Billmerline                     | Hauptgürtel              |
| (8537) Billochbull                     | Hauptgürtel              |
| (6135) Billowen                        | Hauptgürtel              |
| (5738) Billpickering                   | Marsbahnkreuzer          |
| (8630) Billprady                       | Hauptgürtel              |
| (11017) Billputnam                     | Hauptgürtel              |
| (21148) Billramsey                     | Hauptgürtel              |
| (21821) Billryan                       | Hauptgürtel              |
| (5630) Billschaefer                    | Hauptgürtel              |
| (63032) Billschmitt                    | Hauptgürtel              |
| (91275) Billsmith                      | Hauptgürtel              |
| (7812) Billward                        | Hauptgürtel              |
| (85217) Bilzingsleben                  | Hauptgürtel              |
| (92279) Bindiluca                      | Hauptgürtel              |
| (213629) Binford                       | Hauptgürtel              |
| (28341) Bingaman                       | Hauptgürtel              |
| (8291) Bingham                         | Hauptgürtel              |
| (216390) Binnig                        | Hauptgürtel              |
| (19998) Binoche                        | Hauptgürtel              |
| (2029) Binomi                          | Hauptgürtel              |
| (9723) Binyang                         | Hauptgürtel              |
| (2873) Binzel                          | Hauptgürtel              |
| (3924) Birch                           | Hauptgürtel              |
| (960) Birgit                           | Hauptgürtel              |
| (85190) Birgitroth                     | Hauptgürtel              |
| (2744) Birgitta                        | Marsbahnkreuzer          |
| (16674) Birkeland                      | Hauptgürtel              |
| (23450) Birkenstock                    | Hauptgürtel              |
| (202686) Birkfellner                   | Hauptgürtel              |
| (15896) Birkhoff                       | Hauptgürtel              |
| (4803) Birkle                          | Hauptgürtel              |
| (10034) Birlan                         | Hauptgürtel              |
| (365130) Birnfeld                      | Hauptgürtel              |
| (327512) Bíró                          | Hauptgürtel              |
| (65100) Birtwhistle                    | Hauptgürtel              |
| (2477) Biryukov                        | Hauptgürtel              |
| (32808) Bischoff                       | Hauptgürtel              |
| (17286) Bisei                          | Hauptgürtel              |
| (2633) Bishop                          | Hauptgürtel              |
| (269485) Bisikalo                      | Hauptgürtel              |
| (7586) Bismarck                        | Hauptgürtel              |
| (12934) Bisque                         | Hauptgürtel              |
| (14492) Bistar                         | Hauptgürtel              |
| (2038) Bistro                          | Hauptgürtel              |
| (5120) Bitias                          | Jupiter-Trojaner         |
| (5299) Bittesini                       | Hauptgürtel              |
| (6596) Bittner                         | Hauptgürtel              |
| (26969) Biver                          | Hauptgürtel              |
| (5797) Bivoj                           | Amor-Typ                 |
| (4289) Biwako                          | Hauptgürtel              |
| (13241) Biyo                           | Hauptgürtel              |
| (9943) Bizan                           | Hauptgürtel              |
| (343134) Bizet                         | Hauptgürtel              |
| (114022) Bizyaev                       | Hauptgürtel              |
| (12663) Björkegren                     | Hauptgürtel              |
| (2145) Blaauw                          | Hauptgürtel              |
| (11207) Black                          | Hauptgürtel              |
| (33550) Blackburn                      | Hauptgürtel              |
| (10652) Blaeu                          | Hauptgürtel              |
| (4891) Blaga                           | Hauptgürtel              |
| (22442) Blaha                          | Hauptgürtel              |
| (376029) Blahová                       | Hauptgürtel              |
| (121659) Blairrussell                  | Hauptgürtel              |
| (4069) Blakee                          | Hauptgürtel              |
| (33392) Blakehord                      | Hauptgürtel              |
| (28207) Blakesmith                     | Hauptgürtel              |
| (20230) Blanchard                      | Hauptgürtel              |
| (4478) Blanco                          | Hauptgürtel              |
| (7498) Blaník                          | Hauptgürtel              |
| (100732) Blankavalois                  | Hauptgürtel              |
| (13841) Blankenship                    | Hauptgürtel              |
| (47294) Blanský les                    | Hauptgürtel              |
| (140980) Blanton                       | Hauptgürtel              |
| (2320) Blarney                         | Hauptgürtel              |
| (17637) Blaschke                       | Hauptgürtel              |
| (126315) Bláthy                        | Hauptgürtel              |
| (2445) Blazhko                         | Hauptgürtel              |
| (9693) Bleeker                         | Hauptgürtel              |
| (15406) Bleibtreu                      | Hauptgürtel              |
| (97637) Blennert                       | Hauptgürtel              |
| (11248) Blériot                        | Hauptgürtel              |
| (92891) Bless                          | Hauptgürtel              |
| (11582) Bleuler                        | Hauptgürtel              |
| (99262) Bleustein                      | Hauptgürtel              |
| (22927) Blewett                        | Hauptgürtel              |
| (3263) Bligh                           | Hauptgürtel              |
| (5572) Bliskunov                       | Hauptgürtel              |
| (3318) Blixen                          | Hauptgürtel              |
| (10447) Bloembergen                    | Hauptgürtel              |
| (2540) Blok                            | Hauptgürtel              |
| (13231) Blondelet                      | Hauptgürtel              |
| (134034) Bloomenthal                   | Hauptgürtel              |
| (397279) Bloomsburg                    | Hauptgürtel              |
| (16887) Blouke                         | Hauptgürtel              |
| (19582) Blow                           | Hauptgürtel              |
| (23061) Blueglass                      | Hauptgürtel              |
| (16197) Bluepeter                      | Hauptgürtel              |
| (352646) Blumbahs                      | Hauptgürtel              |
| (18106) Blume                          | Amor-Typ                 |
| (21414) Blumenthal                     | Hauptgürtel              |
| (10857) Blüthner                       | Hauptgürtel              |
| (55755) Blythe                         | Hauptgürtel              |
| (8925) Boattini                        | Hauptgürtel              |
| (5871) Bobbell                         | Hauptgürtel              |
| (30374) Bobbiehinson                   | Hauptgürtel              |
| (6708) Bobbievaile                     | Hauptgürtel              |
| (24249) Bobbiolson                     | Hauptgürtel              |
| (19577) Bobbyfisher                    | Hauptgürtel              |
| (5642) Bobbywilliams                   | Marsbahnkreuzer          |
| (337044) Bobdylan                      | Hauptgürtel              |
| (13562) Bobeggleton                    | Hauptgürtel              |
| (54411) Bobestelle                     | Hauptgürtel              |
| (10498) Bobgent                        | Hauptgürtel              |
| (12014) Bobhawkes                      | Hauptgürtel              |
| (147397) Bobhazel                      | Hauptgürtel              |
| (2829) Bobhope                         | Hauptgürtel              |
| (7159) Bobjoseph                       | Hauptgürtel              |
| (63305) Bobkepple                      | Hauptgürtel              |
| (37859) Bobkoff                        | Hauptgürtel              |
| (271216) Boblambert                    | Hauptgürtel              |
| (170909) Bobmasterson                  | Hauptgürtel              |
| (332324) Bobmcdonald                   | Hauptgürtel              |
| (43657) Bobmiller                      | Hauptgürtel              |
| (2507) Bobone                          | Hauptgürtel              |
| (28802) Boborino                       | Hauptgürtel              |
| (13413) Bobpeterson                    | Hauptgürtel              |
| (6641) Bobross                         | Hauptgürtel              |
| (18321) Bobrov                         | Hauptgürtel              |
| (2637) Bobrovnikoff                    | Hauptgürtel              |
| (27571) Bobscott                       | Hauptgürtel              |
| (159778) Bobshelton                    | Hauptgürtel              |
| (5549) Bobstefanik                     | Hauptgürtel              |
| (39890) Bobstephens                    | Hauptgürtel              |
| (27279) Boburan                        | Hauptgürtel              |
| (6181) Bobweber                        | Hauptgürtel              |
| (13423) Bobwoolley                     | Hauptgürtel              |
| (27968) Bobylapointe                   | Hauptgürtel              |
| (5227) Bocacara                        | Hauptgürtel              |
| (27098) Bocarsly                       | Hauptgürtel              |
| (19149) Boccaccio                      | Hauptgürtel              |
| (31015) Boccardi                       | Hauptgürtel              |
| (31476) Bocconcelli                    | Hauptgürtel              |
| (141414) Bochanski                     | Hauptgürtel              |
| (19915) Bochkarev                      | Hauptgürtel              |
| (17653) Bochner                        | Hauptgürtel              |
| (15053) Bochníček                      | Hauptgürtel              |
| (414026) Bochonko                      | Hauptgürtel              |
| (15710) Böcklin                        | Hauptgürtel              |
| (1487) Boda                            | Hauptgürtel              |
| (998) Bodea                            | Hauptgürtel              |
| (152559) Bodelschwingh                 | Hauptgürtel              |
| (6528) Boden                           | Hauptgürtel              |
| (22322) Bodensee                       | Hauptgürtel              |
| (3459) Bodil                           | Hauptgürtel              |
| (210939) Bödök                         | Hauptgürtel              |
| (31639) Bodoni                         | Hauptgürtel              |
| (3458) Boduognat                       | Hauptgürtel              |
| (29483) Boeker                         | Hauptgürtel              |
| (8175) Boerhaave                       | Hauptgürtel              |
| (7804) Boesgaard                       | Hauptgürtel              |
| (6617) Boethius                        | Hauptgürtel              |
| (4269) Bogado                          | Hauptgürtel              |
| (3839) Bogaevskij                      | Hauptgürtel              |
| (25609) Bogantes                       | Hauptgürtel              |
| (4794) Bogard                          | Hauptgürtel              |
| (6784) Bogatikov                       | Hauptgürtel              |
| (12680) Bogdanovich                    | Hauptgürtel              |
| (269252) Bogdanstupka                  | Hauptgürtel              |
| (15495) Bogie                          | Hauptgürtel              |
| (22616) Bogolyubov                     | Hauptgürtel              |
| (3885) Bogorodskij                     | Hauptgürtel              |
| (3710) Bogoslovskij                    | Hauptgürtel              |
| (12325) Bogota                         | Hauptgürtel              |
| (4275) Bogustafson                     | Hauptgürtel              |
| (371) Bohemia                          | Hauptgürtel              |
| (292051) Bohlender                     | Hauptgürtel              |
| (720) Bohlinia                         | Hauptgürtel              |
| (1141) Bohmia                          | Hauptgürtel              |
| (15938) Bohnenblust                    | Hauptgürtel              |
| (8010) Böhnhardt                       | Hauptgürtel              |
| (3948) Bohr                            | Hauptgürtel              |
| (1635) Bohrmann                        | Hauptgürtel              |
| (9008) Bohšternberk                    | Hauptgürtel              |
| (7897) Bohuška                         | Hauptgürtel              |
| (34666) Bohyunsan                      | Hauptgürtel              |
| (330634) Boico                         | Hauptgürtel              |
| (354659) Boileau                       | Hauptgürtel              |
| (350969) Boiohaemum                    | Hauptgürtel              |
| (27047) Boisvert                       | Hauptgürtel              |
| (6685) Boitsov                         | Hauptgürtel              |
| (1654) Bojeva                          | Hauptgürtel              |
| (1983) Bok                             | Hauptgürtel              |
| (2338) Bokhan                          | Hauptgürtel              |
| (25658) Bokor                          | Hauptgürtel              |
| (3205) Boksenberg                      | Hauptgürtel              |
| (9434) Bokusen                         | Hauptgürtel              |
| (8367) Bokusui                         | Hauptgürtel              |
| (21852) Bolander                       | Hauptgürtel              |
| (712) Boliviana                        | Hauptgürtel              |
| (7873) Böll                            | Hauptgürtel              |
| (2601) Bologna                         | Hauptgürtel              |
| (7858) Bolotov                         | Hauptgürtel              |
| (17821) Bölsche                        | Hauptgürtel              |
| (26793) Bolshoi                        | Hauptgürtel              |
| (8785) Boltwood                        | Hauptgürtel              |
| (24712) Boltzmann                      | Hauptgürtel              |
| (1441) Bolyai                          | Hauptgürtel              |
| (2622) Bolzano                         | Hauptgürtel              |
| (23404) Bomans                         | Hauptgürtel              |
| (17696) Bombelli                       | Hauptgürtel              |
| (12834) Bomben                         | Hauptgürtel              |
| (17703) Bombieri                       | Hauptgürtel              |
| (100519) Bombig                        | Hauptgürtel              |
| (49987) Bonata                         | Hauptgürtel              |
| (8742) Bonazzoli                       | Hauptgürtel              |
| (12657) Bonch-Bruevich                 | Hauptgürtel              |
| (11981) Boncompagni                    | Hauptgürtel              |
| (13693) Bondar                         | Hauptgürtel              |
| (767) Bondia                           | Hauptgürtel              |
| (3129) Bonestell                       | Hauptgürtel              |
| (20366) Bonev                          | Hauptgürtel              |
| (20590) Bongiovanni                    | Hauptgürtel              |
| (13766) Bonham                         | Hauptgürtel              |
| (7256) Bonhoeffer                      | Hauptgürtel              |
| (15346) Bonifatius                     | Hauptgürtel              |
| (16804) Bonini                         | Hauptgürtel              |
| (14965) Bonk                           | Hauptgürtel              |
| (5947) Bonnie                          | Hauptgürtel              |
| (27126) Bonnielei                      | Hauptgürtel              |
| (33217) Bonnybasu                      | Hauptgürtel              |
| (361) Bononia                          | Hauptgürtel              |
| (9587) Bonpland                        | Hauptgürtel              |
| (1477) Bonsdorffia                     | Hauptgürtel              |
| (10654) Bontekoe                       | Hauptgürtel              |
| (31953) Bontha                         | Hauptgürtel              |
| (36036) Bonucci                        | Hauptgürtel              |
| (10028) Bonus                          | Hauptgürtel              |
| (17734) Boole                          | Hauptgürtel              |
| (13825) Booth                          | Hauptgürtel              |
| (7086) Bopp                            | Hauptgürtel              |
| (88292) Bora-Bora                      | Marsbahnkreuzer          |
| (66652) Borasisi                       | Transneptunisches Objekt |
| (178156) Borbála                       | Hauptgürtel              |
| (13684) Borbona                        | Hauptgürtel              |
| (39540) Borchert                       | Hauptgürtel              |
| (175726) Borda                         | Hauptgürtel              |
| (11225) Borden                         | Hauptgürtel              |
| (9262) Bordovitsyna                    | Hauptgürtel              |
| (1916) Boreas                          | Amor-Typ                 |
| (16065) Borel                          | Hauptgürtel              |
| (11510) Borges                         | Hauptgürtel              |
| (25230) Borgis                         | Hauptgürtel              |
| (95219) Borgman                        | Hauptgürtel              |
| (19855) Borisalexeev                   | Hauptgürtel              |
| (20840) Borishanin                     | Hauptgürtel              |
| (6284) Borisivanov                     | Hauptgürtel              |
| (264033) Boris-Mikhail                 | Hauptgürtel              |
| (11016) Borisov                        | Hauptgürtel              |
| (18295) Borispetrov                    | Hauptgürtel              |
| (9148) Boriszaitsev                    | Hauptgürtel              |
| (13085) Borlaug                        | Hauptgürtel              |
| (26197) Bormio                         | Hauptgürtel              |
| (13954) Born                           | Hauptgürtel              |
| (3859) Börngen                         | Hauptgürtel              |
| (4453) Bornholm                        | Hauptgürtel              |
| (264131) Bornim                        | Hauptgürtel              |
| (3075) Bornmann                        | Hauptgürtel              |
| (6780) Borodin                         | Hauptgürtel              |
| (3544) Borodino                        | Hauptgürtel              |
| (142752) Boroski                       | Hauptgürtel              |
| (38454) Boroson                        | Hauptgürtel              |
| (5858) Borovitskia                     | Hauptgürtel              |
| (2706) Borovský                        | Hauptgürtel              |
| (1539) Borrelly                        | Hauptgürtel              |
| (210290) Borsellino                    | Hauptgürtel              |
| (4673) Bortle                          | Hauptgürtel              |
| (6923) Borzacchini                     | Hauptgürtel              |
| (167341) Börzsöny                      | Hauptgürtel              |
| (7414) Bosch                           | Hauptgürtel              |
| (17056) Boschetti                      | Hauptgürtel              |
| (14361) Boscovich                      | Hauptgürtel              |
| (25358) Boskovice                      | Hauptgürtel              |
| (73520) Boslough                       | Hauptgürtel              |
| (3296) Bosque Alegre                   | Hauptgürtel              |
| (13583) Bosret                         | Hauptgürtel              |
| (16234) Bosse                          | Hauptgürtel              |
| (219067) Bossuet                       | Hauptgürtel              |
| (58221) Boston                         | Hauptgürtel              |
| (25108) Boström                        | Hauptgürtel              |
| (91213) Botchan                        | Hauptgürtel              |
| (31479) Botello                        | Hauptgürtel              |
| (1354) Botha                           | Hauptgürtel              |
| (29508) Bottinelli                     | Hauptgürtel              |
| (11228) Botnick                        | Hauptgürtel              |
| (741) Botolphia                        | Hauptgürtel              |
| (82638) Bottariclaudio                 | Hauptgürtel              |
| (5194) Böttger                         | Hauptgürtel              |
| (29361) Botticelli                     | Hauptgürtel              |
| (7355) Bottke                          | Hauptgürtel              |
| (2337) Boubín                          | Hauptgürtel              |
| (4313) Bouchet                         | Hauptgürtel              |
| (11552) Boucolion                      | Jupiter-Trojaner         |
| (23403) Boudewijnbüch                  | Hauptgürtel              |
| (7649) Bougainville                    | Hauptgürtel              |
| (12897) Bougeret                       | Hauptgürtel              |
| (8190) Bouguer                         | Hauptgürtel              |
| (8523) Bouillabaisse                   | Hauptgürtel              |
| (8521) Boulainvilliers                 | Hauptgürtel              |
| (7346) Boulanger                       | Hauptgürtel              |
| (8489) Boulder                         | Hauptgürtel              |
| (275786) Bouley                        | Hauptgürtel              |
| (23158) Bouligny                       | Hauptgürtel              |
| (9706) Bouma                           | Hauptgürtel              |
| (3264) Bounty                          | Hauptgürtel              |
| (303546) Bourbaki                      | Hauptgürtel              |
| (13674) Bourge                         | Hauptgürtel              |
| (340929) Bourgelat                     | Hauptgürtel              |
| (1543) Bourgeois                       | Hauptgürtel              |
| (6207) Bourvil                         | Hauptgürtel              |
| (3435) Boury                           | Hauptgürtel              |
| (13390) Bouška                         | Hauptgürtel              |
| (859) Bouzaréah                        | Hauptgürtel              |
| (2246) Bowell                          | Hauptgürtel              |
| (3363) Bowen                           | Hauptgürtel              |
| (88878) Bowenyueli                     | Hauptgürtel              |
| (1639) Bower                           | Hauptgürtel              |
| (2996) Bowman                          | Hauptgürtel              |
| (3681) Boyan                           | Hauptgürtel              |
| (2563) Boyarchuk                       | Hauptgürtel              |
| (2611) Boyce                           | Hauptgürtel              |
| (4301) Boyden                          | Hauptgürtel              |
| (1215) Boyer                           | Hauptgürtel              |
| (11967) Boyle                          | Hauptgürtel              |
| (5345) Boynton                         | Hauptgürtel              |
| (12270) Bozar                          | Hauptgürtel              |
| (7699) Božek                           | Hauptgürtel              |
| (20534) Bozeman                        | Hauptgürtel              |
| (7382) Bozhenkova                      | Hauptgürtel              |
| (3628) Božněmcová                      | Hauptgürtel              |
| (1342) Brabantia                       | Hauptgürtel              |
| (10645) Brač                           | Hauptgürtel              |
| (10392) Brace                          | Hauptgürtel              |
| (9954) Brachiosaurus                   | Hauptgürtel              |
| (8433) Brachyrhynchus                  | Hauptgürtel              |
| (11666) Bracker                        | Hauptgürtel              |
| (12775) Brackett                       | Hauptgürtel              |
| (9766) Bradbury                        | Hauptgürtel              |
| (3430) Bradfield                       | Hauptgürtel              |
| (28669) Bradhelsel                     | Hauptgürtel              |
| (2383) Bradley                         | Hauptgürtel              |
| (29805) Bradleysloop                   | Hauptgürtel              |
| (2472) Bradman                         | Hauptgürtel              |
| (29132) Bradpitt                       | Hauptgürtel              |
| (8223) Bradshaw                        | Hauptgürtel              |
| (8553) Bradsmith                       | Hauptgürtel              |
| (5826) Bradstreet                      | Hauptgürtel              |
| (35283) Bradtimerson                   | Hauptgürtel              |
| (129969) Bradwilliams                  | Hauptgürtel              |
| (5251) Bradwood                        | Marsbahnkreuzer          |
| (7691) Brady                           | Hauptgürtel              |
| (27383) Braebenedict                   | Hauptgürtel              |
| (3877) Braes                           | Hauptgürtel              |
| (4884) Bragaria                        | Hauptgürtel              |
| (4572) Brage                           | Hauptgürtel              |
| (11150) Bragg                          | Hauptgürtel              |
| (3488) Brahic                          | Hauptgürtel              |
| (1818) Brahms                          | Hauptgürtel              |
| (9843) Braidwood                       | Hauptgürtel              |
| (9969) Braille                         | Marsbahnkreuzer          |
| (99928) Brainard                       | Hauptgürtel              |
| (134150) Bralower                      | Hauptgürtel              |
| (12147) Bramante                       | Hauptgürtel              |
| (640) Brambilla                        | Hauptgürtel              |
| (6429) Brâncusi                        | Hauptgürtel              |
| (129201) Brandenallen                  | Hauptgürtel              |
| (6068) Brandenburg                     | Hauptgürtel              |
| (1168) Brandia                         | Hauptgürtel              |
| (30271) Brandoncui                     | Hauptgürtel              |
| (15020) Brandonimber                   | Hauptgürtel              |
| (26504) Brandonli                      | Hauptgürtel              |
| (33606) Brandonmuncan                  | Hauptgürtel              |
| (23855) Brandonshih                    | Hauptgürtel              |
| (25783) Brandontyler                   | Hauptgürtel              |
| (23295) Brandoreavis                   | Hauptgürtel              |
| (8831) Brändström                      | Hauptgürtel              |
| (3503) Brandt                          | Hauptgürtel              |
| (606) Brangäne                         | Hauptgürtel              |
| (4140) Branham                         | Hauptgürtel              |
| (115477) Brantanica                    | Hauptgürtel              |
| (31605) Braschi                        | Hauptgürtel              |
| (5502) Brashear                        | Hauptgürtel              |
| (15453) Brasileirinhos                 | Hauptgürtel              |
| (293) Brasilia                         | Hauptgürtel              |
| (6587) Brassens                        | Hauptgürtel              |
| (7887) Bratfest                        | Hauptgürtel              |
| (3372) Bratijchuk                      | Hauptgürtel              |
| (4018) Bratislava                      | Hauptgürtel              |
| (6748) Bratton                         | Hauptgürtel              |
| (18119) Braude                         | Hauptgürtel              |
| (25497) Brauerman                      | Hauptgürtel              |
| (1411) Brauna                          | Hauptgürtel              |
| (5583) Braunerová                      | Hauptgürtel              |
| (31957) Braunstein                     | Hauptgürtel              |
| (5182) Bray                            | Hauptgürtel              |
| (32571) Brayton                        | Hauptgürtel              |
| (11369) Brazelton                      | Hauptgürtel              |
| (63387) Brazos Bend                    | Hauptgürtel              |
| (31462) Brchnelova                     | Hauptgürtel              |
| (4242) Brecher                         | Hauptgürtel              |
| (12298) Brecht                         | Hauptgürtel              |
| (12710) Breda                          | Hauptgürtel              |
| (18773) Bredehoft                      | Hauptgürtel              |
| (786) Bredichina                       | Hauptgürtel              |
| (16915) Bredthauer                     | Hauptgürtel              |
| (18398) Bregenz                        | Marsbahnkreuzer          |
| (7054) Brehm                           | Hauptgürtel              |
| (10980) Breimer                        | Hauptgürtel              |
| (3918) Brel                            | Hauptgürtel              |
| (6320) Bremen                          | Hauptgürtel              |
| (1609) Brenda                          | Hauptgürtel              |
| (34300) Brendafrost                    | Hauptgürtel              |
| (75841) Brendahuettner                 | Hauptgürtel              |
| (3824) Brendalee                       | Hauptgürtel              |
| (21854) Brendandwyer                   | Hauptgürtel              |
| (761) Brendelia                        | Hauptgürtel              |
| (74439) Brenden                        | Hauptgürtel              |
| (58679) Brenig                         | Hauptgürtel              |
| (16053) Brennan                        | Hauptgürtel              |
| (33556) Brennanclark                   | Hauptgürtel              |
| (28750) Brennawallin                   | Hauptgürtel              |
| (8054) Brentano                        | Hauptgürtel              |
| (120208) Brentbarbee                   | Hauptgürtel              |
| (120285) Brentbos                      | Hauptgürtel              |
| (6837) Bressi                          | Hauptgürtel              |
| (14977) Bressler                       | Hauptgürtel              |
| (1211) Bressole                        | Hauptgürtel              |
| (3232) Brest                           | Hauptgürtel              |
| (3937) Bretagnon                       | Hauptgürtel              |
| (236463) Bretécher                     | Hauptgürtel              |
| (20839) Bretharrison                   | Hauptgürtel              |
| (6179) Brett                           | Hauptgürtel              |
| (27426) Brettlawrie                    | Hauptgürtel              |
| (71485) Brettman                       | Hauptgürtel              |
| (134088) Brettperkins                  | Hauptgürtel              |
| (11583) Breuer                         | Hauptgürtel              |
| (11678) Brevard                        | Hauptgürtel              |
| (9468) Brewer                          | Hauptgürtel              |
| (5799) Brewington                      | Hauptgürtel              |
| (10315) Brewster                       | Hauptgürtel              |
| (4192) Breysacher                      | Hauptgürtel              |
| (2683) Brian                           | Hauptgürtel              |
| (24344) Brianbarnett                   | Hauptgürtel              |
| (17885) Brianbeyt                      | Hauptgürtel              |
| (25515) Briancarey                     | Hauptgürtel              |
| (15783) Briancox                       | Hauptgürtel              |
| (28657) Briandempsey                   | Hauptgürtel              |
| (76818) Brianenke                      | Hauptgürtel              |
| (17211) Brianfisher                    | Hauptgürtel              |
| (12562) Briangrazer                    | Hauptgürtel              |
| (33561) Brianjasondu                   | Hauptgürtel              |
| (45689) Brianjones                     | Hauptgürtel              |
| (22057) Brianking                      | Hauptgürtel              |
| (176867) Brianlee                      | Hauptgürtel              |
| (12926) Brianmason                     | Hauptgürtel              |
| (52665) Brianmay                       | Hauptgürtel              |
| (24139) Brianmcarthy                   | Hauptgürtel              |
| (22869) Brianmcfar                     | Hauptgürtel              |
| (128343) Brianpage                     | Hauptgürtel              |
| (24927) Brianpalmer                    | Hauptgürtel              |
| (23296) Brianreavis                    | Hauptgürtel              |
| (19442) Brianrice                      | Hauptgürtel              |
| (233292) Brianschmidt                  | Hauptgürtel              |
| (20219) Brianstone                     | Hauptgürtel              |
| (11374) Briantaylor                    | Hauptgürtel              |
| (18125) Brianwilson                    | Hauptgürtel              |
| (32092) Brianxia                       | Hauptgürtel              |
| (7199) Brianza                         | Hauptgürtel              |
| (7714) Briccialdi                      | Hauptgürtel              |
| (30296) Bricehuang                     | Hauptgürtel              |
| (4029) Bridges                         | Hauptgürtel              |
| (31580) Bridgetoei                     | Hauptgürtel              |
| (325588) Bridzius                      | Hauptgürtel              |
| (19029) Briede                         | Hauptgürtel              |
| (142753) Briegel                       | Hauptgürtel              |
| (21548) Briekugler                     | Hauptgürtel              |
| (4209) Briggs                          | Hauptgürtel              |
| (8849) Brighton                        | Hauptgürtel              |
| (128895) Bright Spring                 | Hauptgürtel              |
| (20584) Brigidsavage                   | Hauptgürtel              |
| (450) Brigitta                         | Hauptgürtel              |
| (22938) Brilawrence                    | Hauptgürtel              |
| (5277) Brisbane                        | Hauptgürtel              |
| (655) Briseïs                          | Hauptgürtel              |
| (1071) Brita                           | Hauptgürtel              |
| (4522) Britastra                       | Hauptgürtel              |
| (17902) Britbaker                      | Hauptgürtel              |
| (134109) Britneyburch                  | Hauptgürtel              |
| (24413) Britneyschmidt                 | Hauptgürtel              |
| (1219) Britta                          | Hauptgürtel              |
| (20772) Brittajones                    | Hauptgürtel              |
| (51599) Brittany                       | Hauptgürtel              |
| (15126) Brittanyanderson               | Hauptgürtel              |
| (4079) Britten                         | Hauptgürtel              |
| (22545) Brittrusso                     | Hauptgürtel              |
| (25333) Britwenger                     | Hauptgürtel              |
| (521) Brixia                           | Hauptgürtel              |
| (55874) Brlka                          | Hauptgürtel              |
| (152750) Brloh                         | Hauptgürtel              |
| (2889) Brno                            | Hauptgürtel              |
| (10128) Bro                            | Hauptgürtel              |
| (10128) Bro                            | Hauptgürtel              |
| (340479) Broca                         | Hauptgürtel              |
| (33269) Broccoli                       | Hauptgürtel              |
| (95793) Brock                          | Hauptgürtel              |
| (4724) Brocken                         | Hauptgürtel              |
| (27765) Brockhaus                      | Hauptgürtel              |
| (22913) Brockman                       | Hauptgürtel              |
| (25125) Brodallan                      | Hauptgürtel              |
| (294295) Brodardmarc                   | Hauptgürtel              |
| (236800) Broder                        | Hauptgürtel              |
| (18766) Broderick                      | Hauptgürtel              |
| (17965) Brodersen                      | Hauptgürtel              |
| (23401) Brodskaya                      | Hauptgürtel              |
| (9974) Brody                           | Hauptgürtel              |
| (1879) Broederstroom                   | Hauptgürtel              |
| (18542) Broglio                        | Hauptgürtel              |
| (6769) Brokoff                         | Hauptgürtel              |
| (27491) Broksas                        | Hauptgürtel              |
| (4575) Broman                          | Hauptgürtel              |
| (1315) Bronislawa                      | Hauptgürtel              |
| (16119) Bronner                        | Hauptgürtel              |
| (3385) Bronnina                        | Hauptgürtel              |
| (7002) Bronshten                       | Marsbahnkreuzer          |
| (9949) Brontosaurus                    | Hauptgürtel              |
| (11229) Brookebowers                   | Hauptgürtel              |
| (27062) Brookeminer                    | Hauptgürtel              |
| (2773) Brooks                          | Hauptgürtel              |
| (31897) Brooksdasilva                  | Hauptgürtel              |
| (31122) Brooktaylor                    | Hauptgürtel              |
| (8800) Brophy                          | Hauptgürtel              |
| (3309) Brorfelde                       | Hauptgürtel              |
| (3979) Brorsen                         | Hauptgürtel              |
| (3144) Brosche                         | Hauptgürtel              |
| (24105) Broughton                      | Hauptgürtel              |
| (33027) Brouillac                      | Hauptgürtel              |
| (1746) Brouwer                         | Hauptgürtel              |
| (1643) Brown                           | Hauptgürtel              |
| (3259) Brownlee                        | Hauptgürtel              |
| (16244) Brož                           | Hauptgürtel              |
| (7295) Brozovic                        | Hauptgürtel              |
| (5079) Brubeck                         | Hauptgürtel              |
| (21430) Brubrew                        | Hauptgürtel              |
| (4203) Brucato                         | Hauptgürtel              |
| (11679) Brucebaker                     | Hauptgürtel              |
| (300221) Brucebills                    | Hauptgürtel              |
| (86279) Brucegary                      | Hauptgürtel              |
| (5262) Brucegoldberg                   | Hauptgürtel              |
| (2430) Bruce Helin                     | Hauptgürtel              |
| (9127) Brucekoehn                      | Hauptgürtel              |
| (4957) Brucemurray                     | Amor-Typ                 |
| (90449) Brucestephenson                | Hauptgürtel              |
| (5004) Bruch                           | Hauptgürtel              |
| (455) Bruchsalia                       | Hauptgürtel              |
| (323) Brucia                           | Marsbahnkreuzer          |
| (10737) Brück                          | Marsbahnkreuzer          |
| (3955) Bruckner                        | Hauptgürtel              |
| (9664) Brueghel                        | Hauptgürtel              |
| (9472) Bruges                          | Hauptgürtel              |
| (42492) Brüggenthies                   | Hauptgürtel              |
| (16598) Brugmansia                     | Hauptgürtel              |
| (5127) Bruhns                          | Hauptgürtel              |
| (4916) Brumberg                        | Hauptgürtel              |
| (290) Bruna                            | Hauptgürtel              |
| (79354) Brundibár                      | Hauptgürtel              |
| (6055) Brunelleschi                    | Hauptgürtel              |
| (72819) Brunet                         | Hauptgürtel              |
| (8253) Brunetto                        | Hauptgürtel              |
| (18974) Brungardt                      | Hauptgürtel              |
| (123) Brunhild                         | Hauptgürtel              |
| (11538) Brunico                        | Hauptgürtel              |
| (10943) Brunier                        | Hauptgürtel              |
| (5758) Brunini                         | Hauptgürtel              |
| (2499) Brunk                           | Hauptgürtel              |
| (142754) Brunner                       | Hauptgürtel              |
| (6807) Brünnow                         | Hauptgürtel              |
| (68947) Brunofunk                      | Hauptgürtel              |
| (199900) Brunoganz                     | Hauptgürtel              |
| (1570) Brunonia                        | Hauptgürtel              |
| (17649) Brunorossi                     | Hauptgürtel              |
| (16590) Brunowalter                    | Hauptgürtel              |
| (4687) Brunsandrej                     | Hauptgürtel              |
| (901) Brunsia                          | Hauptgürtel              |
| (159629) Brunszvik                     | Hauptgürtel              |
| (1811) Bruwer                          | Hauptgürtel              |
| (2689) Bruxelles                       | Hauptgürtel              |
| (2488) Bryan                           | Hauptgürtel              |
| (28825) Bryangoehring                  | Hauptgürtel              |
| (27108) Bryanhe                        | Hauptgürtel              |
| (22157) Bryanhoran                     | Hauptgürtel              |
| (518523) Bryanshumaker                 | Hauptgürtel              |
| (31688) Bryantliu                      | Hauptgürtel              |
| (4591) Bryantsev                       | Hauptgürtel              |
| (49272) Bryce Canyon                   | Hauptgürtel              |
| (19599) Brycemelton                    | Hauptgürtel              |
| (18704) Brychristian                   | Hauptgürtel              |
| (79117) Brydonejack                    | Hauptgürtel              |
| (133280) Bryleen                       | Hauptgürtel              |
| (19563) Brzezinska                     | Hauptgürtel              |
| (25613) Bubenicek                      | Hauptgürtel              |
| (16355) Buber                          | Hauptgürtel              |
| (243458) Bubulina                      | Hauptgürtel              |
| (235999) Bucciantini                   | Hauptgürtel              |
| (3141) Buchar                          | Hauptgürtel              |
| (15465) Buchroeder                     | Hauptgürtel              |
| (3209) Buchwald                        | Hauptgürtel              |
| (12583) Buckjean                       | Hauptgürtel              |
| (20084) Buckmaster                     | Hauptgürtel              |
| (8829) Buczkowski                      | Hauptgürtel              |
| (8166) Buczynski                       | Hauptgürtel              |
| (908) Buda                             | Hauptgürtel              |
| (179875) Budavari                      | Hauptgürtel              |
| (16155) Buddy                          | Hauptgürtel              |
| (15392) Budějický                      | Hauptgürtel              |
| (47851) Budine                         | Hauptgürtel              |
| (103740) Budinger                      | Hauptgürtel              |
| (28854) Budisteanu                     | Hauptgürtel              |
| (2524) Budovicium                      | Hauptgürtel              |
| (63605) Budperry                       | Hauptgürtel              |
| (338) Budrosa                          | Hauptgürtel              |
| (10042) Budstewart                     | Hauptgürtel              |
| (7850) Buenos Aires                    | Hauptgürtel              |
| (7420) Buffon                          | Hauptgürtel              |
| (17983) Buhrmester                     | Hauptgürtel              |
| (7553) Buie                            | Hauptgürtel              |
| (6820) Buil                            | Hauptgürtel              |
| (28853) Bukhamsin                      | Hauptgürtel              |
| (13734) Buklad                         | Hauptgürtel              |
| (12409) Bukovanská                     | Hauptgürtel              |
| (3469) Bulgakov                        | Hauptgürtel              |
| (2575) Bulgaria                        | Hauptgürtel              |
| (78453) Bullock                        | Hauptgürtel              |
| (16062) Buncher                        | Hauptgürtel              |
| (31095) Buneiou                        | Hauptgürtel              |
| (6722) Bunichi                         | Hauptgürtel              |
| (3890) Bunin                           | Hauptgürtel              |
| (11292) Bunjisuzuki                    | Hauptgürtel              |
| (2283) Bunke                           | Hauptgürtel              |
| (10361) Bunsen                         | Hauptgürtel              |
| (19243) Bunting                        | Hauptgürtel              |
| (268669) Bunun                         | Hauptgürtel              |
| (73465) Buonanno                       | Hauptgürtel              |
| (17891) Buraliforti                    | Hauptgürtel              |
| (90502) Buratti                        | Hauptgürtel              |
| (5490) Burbidge                        | Hauptgürtel              |
| (5159) Burbine                         | Hauptgürtel              |
| (28855) Burchell                       | Hauptgürtel              |
| (3447) Burckhalter                     | Hauptgürtel              |
| (6754) Burdenko                        | Hauptgürtel              |
| (3583) Burdett                         | Hauptgürtel              |
| (384) Burdigala                        | Hauptgürtel              |
| (12414) Bure                           | Hauptgürtel              |
| (10100) Bürgel                         | Hauptgürtel              |
| (2481) Bürgi                           | Hauptgürtel              |
| (198634) Burgaymarta                   | Hauptgürtel              |
| (19543) Burgoyne                       | Hauptgürtel              |
| (374) Burgundia                        | Hauptgürtel              |
| (7867) Burian                          | Hauptgürtel              |
| (14570) Burkam                         | Hauptgürtel              |
| (4874) Burke                           | Hauptgürtel              |
| (267003) Burkert                       | Hauptgürtel              |
| (4549) Burkhardt                       | Hauptgürtel              |
| (9143) Burkhead                        | Hauptgürtel              |
| (4719) Burnaby                         | Hauptgürtel              |
| (4427) Burnashev                       | Hauptgürtel              |
| (5798) Burnett                         | Hauptgürtel              |
| (6235) Burney                          | Hauptgürtel              |
| (834) Burnhamia                        | Hauptgürtel              |
| (16120) Burnim                         | Hauptgürtel              |
| (2708) Burns                           | Hauptgürtel              |
| (8612) Burov                           | Hauptgürtel              |
| (16121) Burrell                        | Hauptgürtel              |
| (21811) Burroughs                      | Hauptgürtel              |
| (8681) Burs                            | Hauptgürtel              |
| (6078) Burt                            | Hauptgürtel              |
| (5340) Burton                          | Hauptgürtel              |
| (6610) Burwitz                         | Hauptgürtel              |
| (2593) Buryatia                        | Hauptgürtel              |
| (3254) Bus                             | Hauptgürtel              |
| (7121) Busch                           | Hauptgürtel              |
| (23232) Buschur                        | Hauptgürtel              |
| (23753) Busdicker                      | Hauptgürtel              |
| (367406) Buser                         | Hauptgürtel              |
| (20658) Bushmarinov                    | Hauptgürtel              |
| (55320) Busler                         | Hauptgürtel              |
| (2490) Bussolini                       | Hauptgürtel              |
| (28474) Bustamante                     | Hauptgürtel              |
| (5196) Bustelli                        | Hauptgürtel              |
| (20524) Bustersikes                    | Hauptgürtel              |
| (21418) Bustos                         | Hauptgürtel              |
| (4936) Butakov                         | Hauptgürtel              |
| (125592) Buthiers                      | Hauptgürtel              |
| (13543) Butler                         | Hauptgürtel              |
| (13049) Butov                          | Hauptgürtel              |
| (9094) Butsuen                         | Hauptgürtel              |
| (18167) Buttani                        | Hauptgürtel              |
| (16702) Buxner                         | Hauptgürtel              |
| (4344) Buxtehude                       | Hauptgürtel              |
| (8852) Buxus                           | Hauptgürtel              |
| (375007) Buxy                          | Hauptgürtel              |
| (10961) Buysballot                     | Hauptgürtel              |
| (14318) Buzinov                        | Hauptgürtel              |
| (16198) Búzios                         | Hauptgürtel              |
| (6517) Buzzi                           | Hauptgürtel              |
| (22724) Byatt                          | Hauptgürtel              |
| (199) Byblis                           | Hauptgürtel              |
| (16783) Bychkov                        | Hauptgürtel              |
| (2661) Bydžovský                       | Hauptgürtel              |
| (2170) Byelorussia                     | Hauptgürtel              |
| (297082) Bygott                        | Hauptgürtel              |
| (4682) Bykov                           | Hauptgürtel              |
| (3505) Byrd                            | Hauptgürtel              |
| (3306) Byron                           | Hauptgürtel              |
| (90226) Byronsmith                     | Hauptgürtel              |
| (33421) Byronxu                        | Hauptgürtel              |
| (6180) Bystritskaya                    | Hauptgürtel              |